# Arbovirus
Arbovírus je heterogena netaksonomska oznaka za skupino virusov z genomom RNK. Njihov življenjski krog je vezan na členonožce, ki jih s pikom ali ugrizom prenesejo na človeka ali druge sesalce, ptice, kače ipd. Taksonomsko so razvrščeni v različne družine: Bunyaviridae z rodovi Bunyavirus, Nairovirus in Phlebovirus, Flaviviridae z rodom Flavivirus, Reoviridae z rodom Coltivirus in Togaviridae z rodom Alphavirus. Tipska vrsta je virus klopnega meningoencefalitisa. Izraz prihaja iz angleščine in je krajšava za arthropod-borne virus, kar pomeni »virus, ki se prenaša s členonožci«. Pri človeku se pokažejo simptomi praviloma 3 do 15 dni po izpostavitvi okužbi z arbovirusi in trajajo 3 do 4 dni. Najpogosteje se pojavijo vročina, glavobol in utrujenost, lahko pa pride tudi do encefalitisa, hemoragične vročice. Najpogostejši prenašalci iz debla členonožcev so klopi, komarji in peščene muhe.